# Amphixystis antiloga
Amphixystis antiloga är en fjärilsart som beskrevs av Edward Meyrick 1915. Amphixystis antiloga ingår i släktet Amphixystis och familjen äkta malar. Inga underarter finns listade i Catalogue of Life.